# 墨西哥奥林匹克委员会
墨西哥奥林匹克委员会（西班牙語：Comité Olímpico Mexicano，IOC编码：MEX）是代表墨西哥的国家奥林匹克委员会。墨西哥奥林匹克委员会成立于1904年，并于1923年获得国际奥林匹克委员会的认可。该组织也是泛美体育组织的成员。

## 外部连结
- 官方网站 （西班牙文）